# Milo Aukerman
Milo Jay Aukerman (Lomita, California, 1 de enero de 1963) es un vocalista americano, compositor, y bioquímico. Aukerman Es más ampliamente conocido por ser el vocalista de la banda de punk rock Descendents, considerados pioneros del pop punk. Si bien no es un miembro original, se unió después del primer sencillo ("Ride the Wild" b / w "Es un mundo agitado"). El primer álbum de larga duración de Descendents (publicado en 1982) se tituló Milo Goes to College, ya que había ido a la escuela en la UC San Diego.. El logo inicial tenía caricaturas de los tres miembros originales, y el dibujo fue utilizado para simbolizar a Milo, el logo fue inventado por un compañero de clase, luego este se utilizó en muchos de sus álbumes posteriores. Aukerman también ha proporcionado coros para otras bandas, y, mientras asistía a la universidad (entre temporadas con los Descendents), brevemente afrontó la banda de San Diego llamada "Milestone" , que lanzó un álbum producido de forma independiente.

## Educación y carrera científica
Aukerman asistió en California a la secundaria Mira Costa , con otros miembros de su banda Descendents.Tiene un doctorado en biología de la Universidad de California en San Diego, llevado a cabo la investigación posdoctoral en la bioquímica de la Universidad de Wisconsin, Madison, y anteriormente trabajó como investigador planta de DuPont en Delaware. En una entrevista de 2016 con Spin, Aukerman anunció que decidió dejar la investigación a favor de hacer música a tiempo completo.

## Carrera musical
Como músico, Aukerman canta en un mid-tenor de gama, y sus letras abarcan tales temas universales como rechazo de chicas, dependencia a cafeína, y la búsqueda infinita por buena comida.

## Vida personal
Nació el 1 de enero de 1963 en la Lomita, California.
Aukerman está casado con Robin Andreason desde 1996 y es padre de dos hijos, Owen y Clair Andreason.[cita requerida]